# Малакян, Дарон
Да́рон Варта́н Малакя́н (англ. Daron Vartan Malakian, з.-арм. Տարօն Վարդան Մալաքեան; 18 июля 1975, Глендейл, Калифорния) — американский рок-музыкант армянского происхождения, гитарист, вокалист, автор песен. Известен как участник рок-группы System of a Down, а также фронтмен группы Scars on Broadway.

## Биография
Дарон Вартани (Вартанович) Малакян родился 18 июля 1975 года в Голливуде. Он единственный ребёнок Вартана и Зепюр Малакян, иммигрантов из Ирана и Ирака.
Вартан Малакян — художник, танцор и хореограф. Зепур Малакян — скульптор, ранее преподававшая в колледже. В раннем детстве Дарон начал слушать хеви-метал. Его троюродный брат ставил ему песни Kiss, когда Дарону было 3 года. Малакян начал слушать Van Halen, Iron Maiden, Judas Priest, Motörhead и Оззи Осборна. Он всегда хотел играть на ударных, но родители купили ему гитару, потому что барабаны нельзя выключить. В 11 лет он впервые взял инструмент в руки.
В своем интервью он говорил: «В первый год обучения я совершенствовал свой слух. Вроде бы это у меня получалось неплохо. После нескольких лет я заработал репутацию начинающего гитариста в старших классах школы. А к 16—17 годам я осознал, что это хороший инструмент для сочинения музыки, и самое главное — что мне это нравится. Но на роль „мистера Гитарный Виртуоз“ я, конечно, не претендовал».
В подростковом возрасте Малакян слушал такие метал группы, как Slayer, Venom, Metallica, Pantera и Sepultura. Затем Малакян начал слушать The Beatles, и цитаты Джона Леннона повлияли на него как на композитора. По его словам, на него также повлияли такие британские группы, как The Kinks и The Who. Существенное влияние на него оказали фолк-рок трио Peter, Paul and Mary и пионер панк-рока Игги Поп. Дарон ходил в армянскую школу Роуз и Алекса Пилибос вместе со своими будущими коллегами по группе Шаво Одаджяном и Энди Хачатуряном. Вокалист System of a Down Серж Танкян также посещал эту школу, но за несколько лет до Малакяна и остальных. В подростковом возрасте Малакян посещал Высшую школу Глендейла.
Малакян встретил Танкяна в 1993 году, когда их группы репетировали в одной студии. Танкян играл на клавишах в одной группе, а Малакян был вокалистом и гитаристом в другой. Вместе с басистом Дейвом Хакопяном и ударником Доминго Лареньо они основали группу Soil. Затем Шаво Одаджян стал их менеджером и ритм-гитаристом. Soil распался, и Малакян, Танкян и Одаджян (который переключился на бас) создали новую группу System of a Down. Название группы происходит от стихотворения Дарона. Стихотворение называлось «Victims of a Down», но Одаджян предложил заменить «victims» на «system». Затем к ним присоединился ударник Энди Хачатурян, которого в 1997 заменил Джон Долмаян.
Малакян продюсировал альбомы System of a Down вместе с Риком Рубином, так же, как и альбомы групп The Ambulance и Bad Acid Trip. В 2003 году Дарон организовал собственный звукозаписывающий лейбл EatUrMusic, и первым релизом студии стал альбом группы Amen.
В 2014 г. Малакян выступил на одной сцене с Linkin Park с песней «Rebellion», в записи которой принимал участие.
В 2018 г. Малакян и Scars On Broadway выпустили альбом Dictator, одновременно призвав поддержать фонд, помогающий армянским жертвам конфликта в Нагорном Карабахе.
В 2025 г. вышел третий сольный альбом Дарона под названием Addicted to the violence. 